# Au-delà des grilles
Pour plus de détails, voir Fiche technique et Distribution.
Au-delà des grilles (ou en italien Le mura di Malapaga) est un film franco-italien réalisé par René Clément, tourné en 1948 et sorti en salles en 1949.

## Synopsis
Pierre, meurtrier de sa maîtresse infidèle, arrive à Gênes, où il rencontre Marta, une serveuse de restaurant. Entre eux se noue une brève idylle, chargée de menaces, car Marta a une petite fille, Cecchina, dont la jalousie confine à la haine.

## Fiche technique
- Titre italien : Le mura di Malapaga
- Réalisation : René Clément
- Scénario : Cesare Zavattini, Suso Cecchi D'Amico, Alfredo Guarini
- Adaptation et dialogues : Jean Aurenche et Pierre Bost
- Assistants réalisateur : Pierre Chevalier, Claude Clément, Alessandro Fersen, Sergio Grieco
- Photographie : Louis Page
- Cadreur : Roger Arrignon, assisté de Carlo Carlini, Enrico Cigniti, Enrico Fontana
- Montage : Mario Serandrei
- Musique : Roman Vlad, Renzo Rossellini
- Son : Joseph de Bretagne, assisté de Cavazzotti
- Décors : Piero Filippone, Luigi Gervasi
- Photographe de plateau : Agenzia Video
- Chef de production : Alfredo Guarini
- Directeurs de production : Jean Jeannin, Géo Agliani
- Sociétés de production : Francinex - Italia Produzione Film
- Société de distribution : Italia Produzione Film
- Pays de production :  France,  Italie
- Langue : français, italien
- Tournage : à Gènes (pour les extérieurs) et dans les studios Titanus à Rome
- Enregistrement : Optiphone - Laboratoire G.T.C de Joinville
- Format : Noir et blanc — 35 mm — 1,37:1 — Son : mono
- Genre : Drame
- Durée : 94 minutes
- Dates de sortie :
  - Italie : 19 septembre 1949
  - France : 16 novembre 1949
- Box-office  : 2 018 745 entrées[1]
- Affiche : Marcel Jeanne (France)

## Distribution

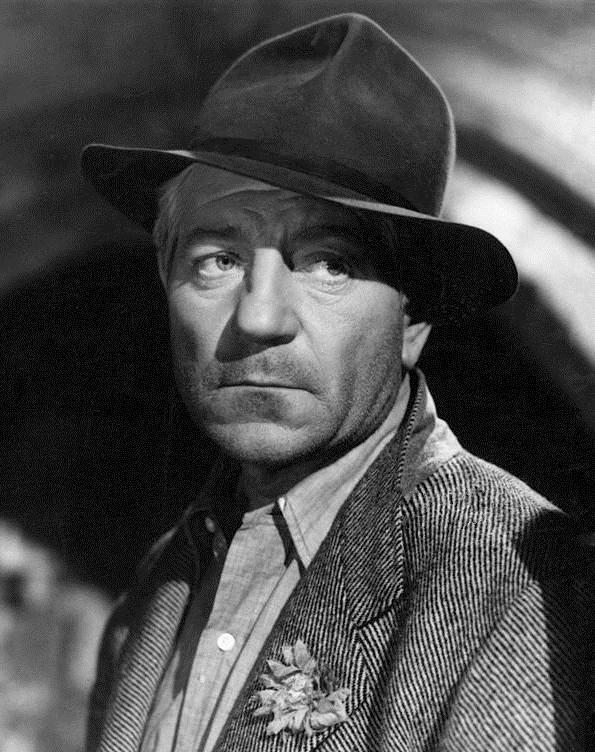
Jean Gabin dans le film.

- Jean Gabin : Pierre, l'homme recherché par la police
- Isa Miranda : Marta, la mère de Cecchina
- Véra Talchi : Cecchina, la fille de Marta
- Andrea Checchi : Joseph Manfredi, mari de Marta
- Robert Dalban : le Bosco du navire "Flora"
- Ave Ninchi : Maria
- Checco Rissone : le voleur à la tire
- Renato Malavasi : le dentiste
- Carlo Tamberlani : le commissaire de police
- Vittorio Duse : un policier au commissariat

Non crédités
- Dina Romano : la vendeuse de fleurs
- Fulvia Fulvi : l'amie de Cecchina
- Claudio Ermelli : le prêtre
- AgneseDubbini : la restauratrice
- Michele Riccardini : le restaurateur
- Ermanno Randi : un policier au commissariat
- Giulio Tommassini
- Giuseppe Garello
- Marinetta Campello
- Alessandro Fersen
- Franca Lumachi
- Gino Passarelli
- Franco Pesce (en)
- Pietro Tordi

## Autour du film

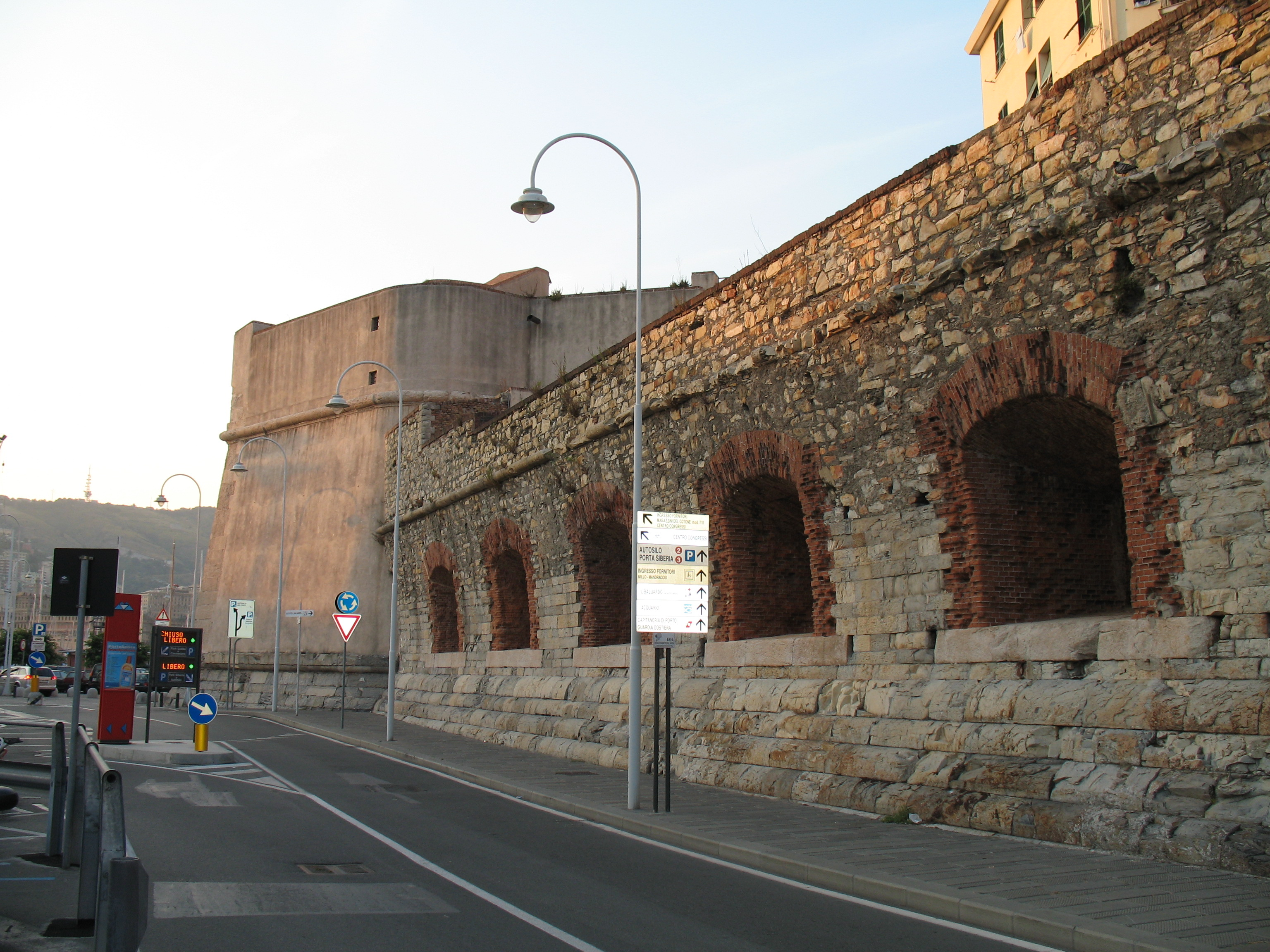
Le mur de Malapaga à Gênes, présent dans le film et qui a inspiré le titre italien.

- Le tournage a eu lieu à Gênes et à Rome (Titanus Studios), en Italie[2].
- Au-delà des grilles rencontre un succès public dès sa sortie en salles, en réunissant 2 millions de spectateurs au box-office français[1], dont 457 067 entrées sur Paris[1].

## Récompenses et distinctions
- 1949 : Prix d'interprétation féminine pour Isa Miranda et du meilleur réalisateur pour René Clément au Festival de Cannes[3].
- 1951 : Oscar du meilleur film étranger